# Britse Bovenwindse Eilanden
De Britse Bovenwindse Eilanden (Engels:British Windward Islands) waren een confederatie van Britse koloniën, die bestond tussen 1833 en 1958.
De kolonie bestond uit Grenada, Saint Lucia, de Grenadines, Saint Vincent, Barbados (tot 1885, toen het een aparte kolonie werd), Tobago (tot 1889, toen het bij Trinidad werd gevoegd) en Dominica (vanaf 1940, toen het werd afgescheiden van de Britse Benedenwindse Eilanden).
Tussen 1871 en 1956 stond de kolonie bekend als de Federal Colony of the Windward Islands en van 1956 tot 1960 als Territory of the Windward Islands.
De confederatie had geen gezamenlijke wetten, inkomsten, tarieven of een eigen parlement. Er was wel een gezamenlijke raad van beroep die bestond uit de hoogste rechters van de afzonderlijke eilanden en een gezamenlijke controle van de rekeningen. Een Governor-in-chief was verantwoordelijk voor de uitvoerende macht in de confederatie.